# Paul François Roos
Paul François Roos (Amsterdam, 6 maart 1751 – Paramaribo, 1 november 1805) was een Nederlands planter en dichter, werkzaam in Suriname.

## Leven
Roos kwam in 1769 in Suriname aan. Hij begon vermoedelijk als blankofficier (opzichter) op plantage De Goede Verwagting aan de Motkreek. Hij werkte op verschillende plantages tot hij in 1779 directeur werd op De Jonge Byenkorf. Later werd hij administrateur (beheerder van verschillende plantages) en uiteindelijk zelf een welvarend planter en koopman. Roos vervulde verschillende publieke functies en was betrokken bij de oprichting van het Kollegie van Natuur-Onderzoekinge en het letterkundig genootschap De Surinaamsche Lettervrinden. Hij huwde in 1785 met Johanna Francina Seonnet, maar hij kreeg bij haar geen kinderen, wel bij zijn slavin Prinses. Roos overleed als `martelaar der wellust' en bepaalde testamentair dat zestien slaven de vrijheid moesten krijgen en dat velen een flinke geldsom kregen.

## Werk
In Roos' dagen geraakte de plantagelandbouw in verval en hij schreef daarover de Redevoering over de oorzaken van 't verval en middelen tot herstel der volksplanting van Suriname (1784). Maar zijn belangrijkste werk is zijn poëzie: balladen, romances, hymnen en vooral: arcadische, epische gedichten, zoals zijn `Schets van het Plantaadjeleven' waarin hij uitvoerig het leven op een plantage schildert. Van 1783 tot 1789 verschenen drie delen Eerstelingen van Surinaamsche mengelpoëzy. Het opmerkelijkste gedicht is misschien `Myn negerjongen Cicero' in het eerste deel, waarin een futuboi (de eerste hulp van de planter) sprekend wordt opgevoerd. In 1783 verscheen ook Roos’ toneelspel Suriname verheugd, bij de aankomst der Nederlandsche Vloot, op den 11 Juny 1782. Als verzameledities van zijn werk zijn te beschouwen de twee naar samenstelling grotendeels identieke delen Surinaamsche mengelpoëzy uit 1802 en 1804.

## Betekenis
P.F. Roos was een bij uitstek koloniaal schrijver, die de wantoestanden van het plantagebedrijf uit zijn dagen maar liever wilde verhullen. Tegelijkertijd heeft hij enorm bijgedragen aan het culturele leven in de kolonie Suriname aan het einde van de 18de eeuw en het lijdt geen twijfel dat hij werkelijk van het land heeft gehouden. Op grond hiervan en op grond van het feit dat de staat Suriname gegroeid is uit een koloniale status, kan Roos dan ook beschouwd worden als een van de vroegste dichters die gerekend kunnen worden tot de Surinaamse literatuur.

## Over P.F. Roos
- Michiel van Kempen, Een geschiedenis van de Surinaamse literatuur. Breda: De Geus, 2003, deel I, pp. 271-273, 281-292.